# Merito civile
Le onorificenze al merito civile sono delle onorificenze concesse dalla Repubblica Italiana al fine di «premiare le persone, gli enti e i corpi che si siano prodigati, con eccezionale senso di abnegazione, nell'alleviare le altrui sofferenze o, comunque, nel soccorrere chi si trovi in stato di bisogno».

## Tipologia
La norma che regola la concessione delle medaglie al merito civile è la legge del 20 giugno 1956, n. 658, mentre l'assegnazione avviene secondo i criteri della legge del 2 gennaio 1958, n. 13, e consistono in:
- Medaglia d'oro al merito civile;
- Medaglia d'argento al merito civile;
- Medaglia di bronzo al merito civile;
- Attestato di pubblica benemerenza al merito civile.

Quest'ultimo è concesso dal ministro dell'interno, mentre le medaglie sono assegnate dal presidente della Repubblica su proposta del ministro dell'interno.

## Gli enti territoriali decorati al merito civile
Di particolare rilevanza sono le medaglie al merito civile assegnate a 4 regioni, a 12 province e a oltre 500 tra città e comuni in seguito a particolari atti di abnegazione delle comunità durante eventi straordinari come guerre o calamità naturali.